# Galizischer Landtag

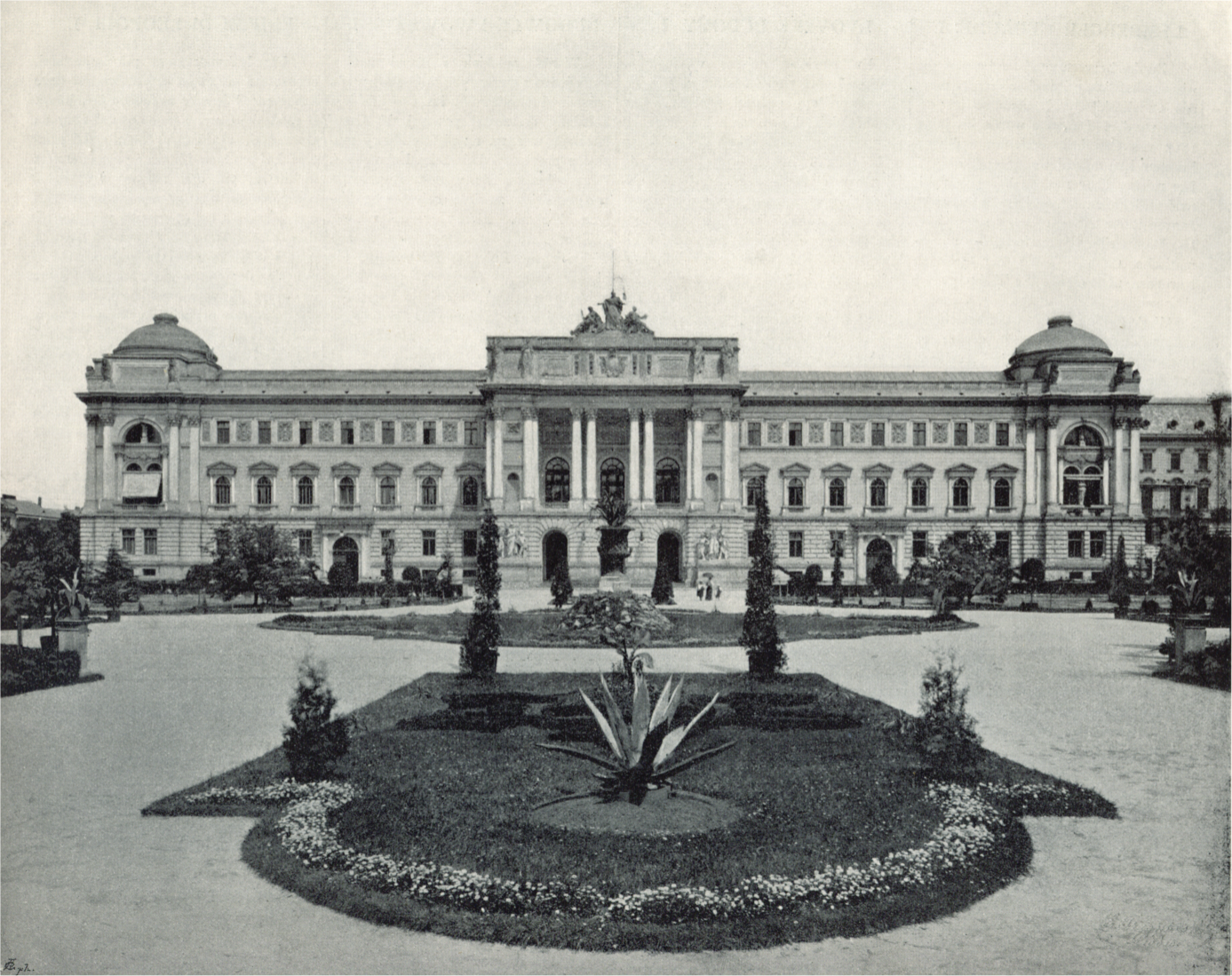
Galizischer Landtag in Lemberg, erbaut 1873 bis 1877, Architekt: Juliusz Karol Hochberger, heute Universität Lemberg

Der Galizische Landtag (genauer: der Landtag von Galizien und Lodomerien) war 1861 bis 1918 der Landtag des Kronlandes Galizien.

## Vorgeschichte: Die Landstände

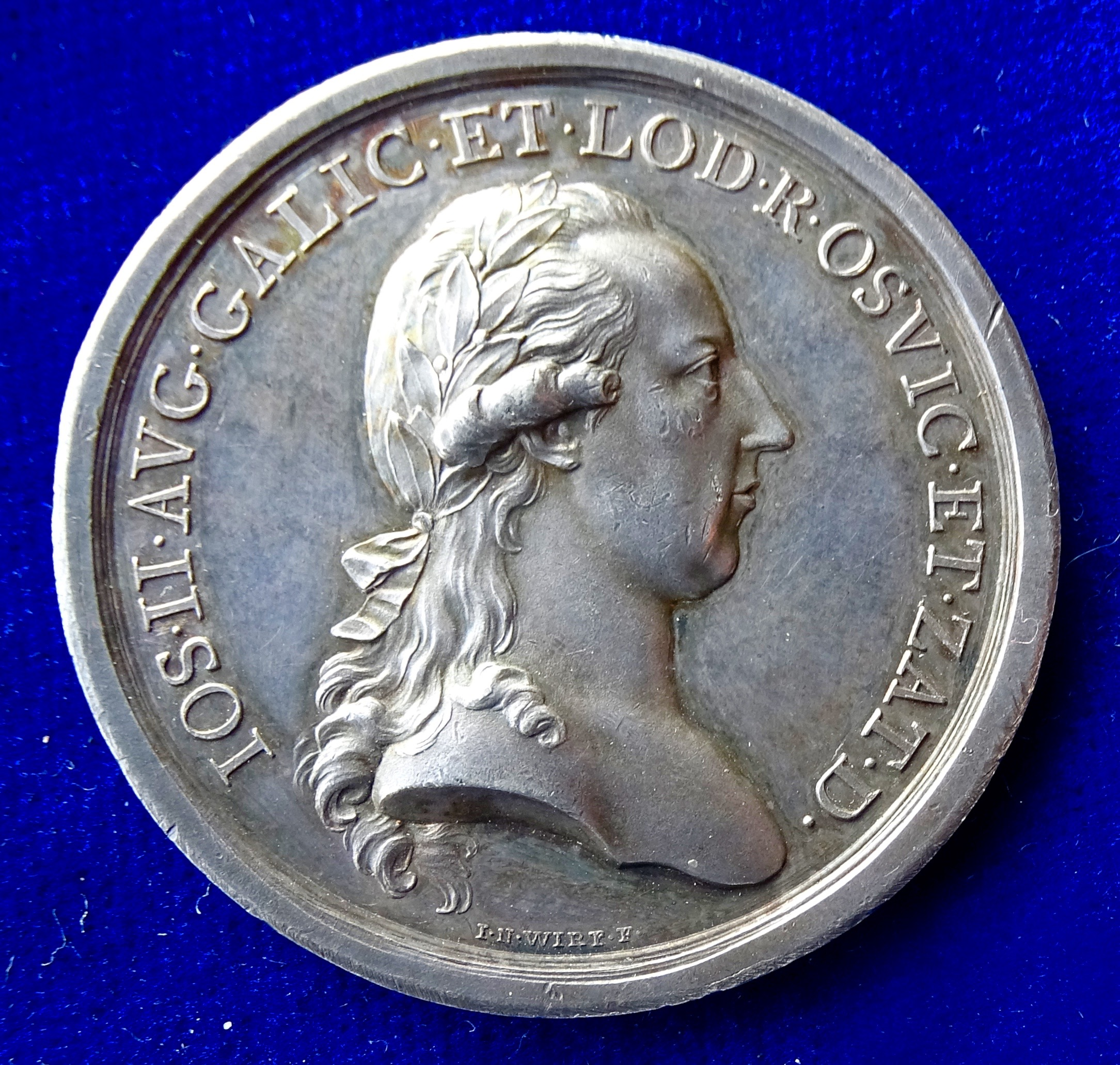
1782 Medaille des Künstlers Wirt zur Konstituierung der Ständeversammlung in Galizien und Lodomerien mit dem Römisch-deutschen Kaiser Joseph II, Vorderseite

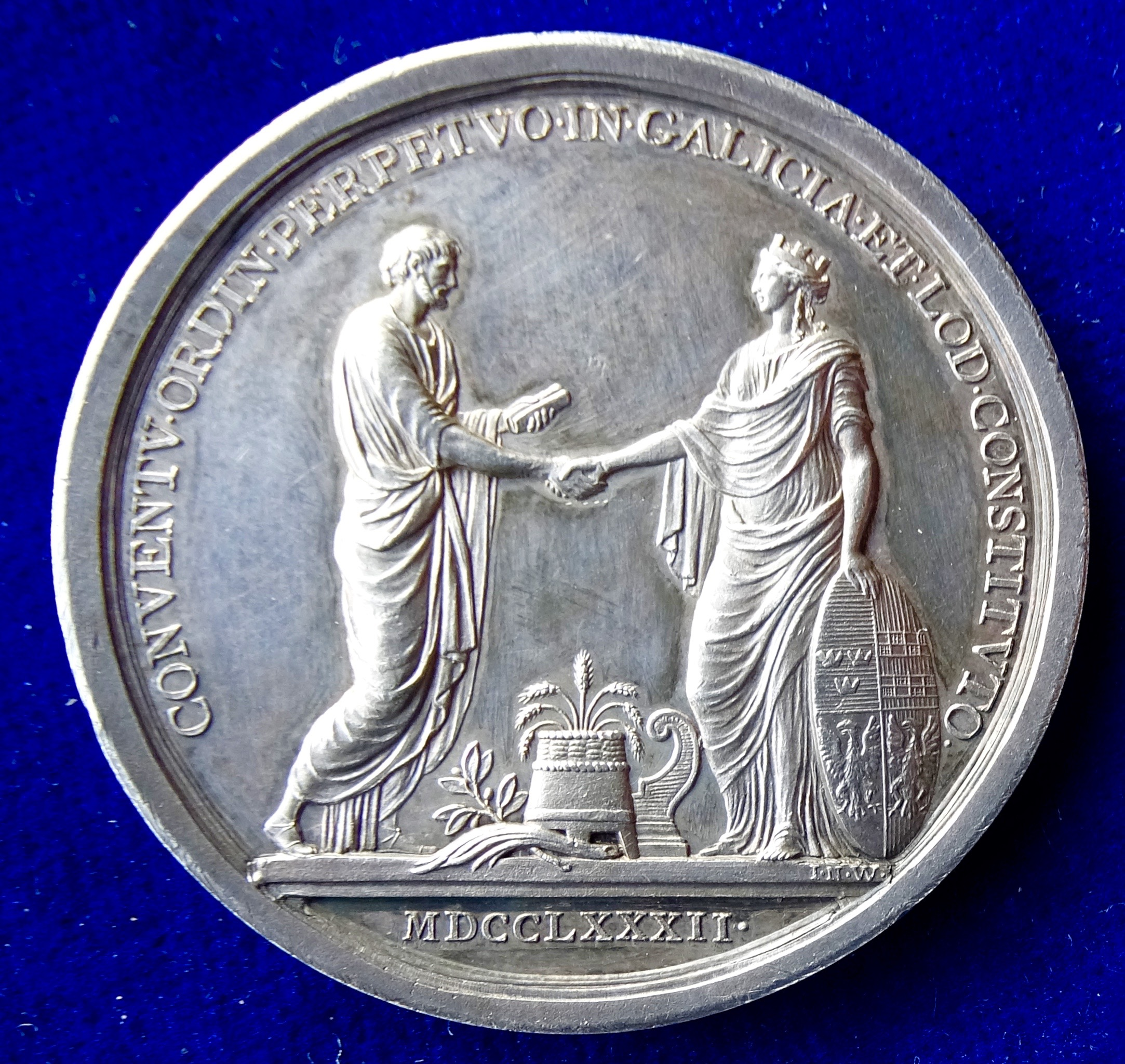
1782 Medaille des Künstlers Wirt zur Konstituierung der Ständeversammlung in Galizien und Lodomerien mit Joseph II, Rückseite

Unter polnischer Herrschaft bestand eine Beteiligung des galizischen Adels am Sejm sowie lokale Provinziallandtage. Mit der 1. Teilung Polens 1772 entfiel diese Form der Partizipation. 1775 wurden per kaiserlichem Dekret Landstände ins Leben gerufen. Die Mitglieder wurden nicht gewählt, sondern bestanden aus Vertretern des Adels, der Kirche und der Städte. Auch verfügten sie über keine formalen Kompetenzen. 1782 konstituierten sich die Landstände erstmals. Mit der 3. Teilung Polens 1795 kamen die westgalizischen Gebiete hinzu. Die Landstände wurden danach nicht mehr einberufen, da sie nun zu groß und schwerfällig seien.
Mit dem Artikel 5 des Vertrags zwischen Russland und Österreich vom 25. April / 3. Mai 1815 wurde im Rahmen des Wiener Kongresses vereinbart, dass die Polen in Österreich eine Vertretung erhalten sollten. Die Kompetenzen dieser Vertretung sollten aber nur soweit bestehen, wie sie den „Regierungen als nützlich und geeignet“ erschienen. Mit Patent vom 13. April 1817 erneuerte Kaiser Franz I. die Galizischen Landstände und versuchte damit den Vertrag zu erfüllen.
Die Landstände bestanden aus hohen Würdenträgern, Bischöfen und Großgrundbesitzern. Das Interesse der mehreren hundert Mitglieder an einer Teilnahme war jedoch gering. Lediglich zwischen 50 und 70 Mitgliedern kamen jährlich zusammen und arbeiteten schnell die Tagesordnung ab. Die Landstände wählten einen ständigen Ausschuss, der über ein kleines Budget (Domestikalfonds) verfügte und die Adelsmatrikeln führte.
1845 traten die Landstände ein letztes Mal zusammen. Mit der Märzrevolution wurden die Landstände anachronistisch. Formal wurden sie weder durch ein kaiserliches Patent noch durch eigene Erklärung aufgelöst. Sie traten jedoch einfach nicht mehr zusammen.
Der ständige Ausschuss bestand bis zur Bildung des Galizischen Landtags 1861 fort.
Obwohl die Bildung eines frei gewählten Landtags 1848 auch in Galizien vom Volk gefordert wurde (z. B. in der Lemberger Petition vom 18. März 1848), kam es nie zu einer Einrichtung eines derartigen Landtags.

## Der Landtag von Galizien und Lodomerien
Mit dem Februarpatent wurde auch im Königreich Galizien und Lodomerien ein Landtag eingerichtet. Der Landtag bestand aus geborenen und gewählten Abgeordneten.
Die geborenen Mitglieder kamen aus zwei Kurien:
1. Die katholische Kirche verfügte über sieben (ab 1896: 8) Virilstimmen. Dies waren der römisch-katholische Erzbischof von Lemberg, und die Bischöfe von Przemyśl, Tarnów und seit 1896 Krakau, der griechisch-katholische Erzbischof von Lemberg und die Bischöfe von Przemyśl und Stanislau sowie der armenisch-katholische Erzbischof von Lemberg. Die drei Erzbischöfe sowie der Krakauer Bischof waren auch Mitglieder des Herrenhauses im Reichsrat.
2. Die Hochschulen verfügten über zwei Virilstimmen der Rektoren der Universitäten Lemberg und Krakau. 1900 kamen noch die Präsidenten der Krakauer Akademie und der Rektor der technischen Hochschule in Lemberg hinzu.

Die gewählten Mitglieder kamen aus vier Kurien:
1. Die Kurie der Gutsbesitzer verfügte über 44 Mandate. Wahlberechtigt waren Besitzer von Tabulargütern, also Gütern, die früher in adligem Besitz gewesen waren und die eine Steuer von mindestens 100 Gulden jährlich zahlten. Wahlberechtigt waren auch Frauen, Entmündigte oder juristische Personen. Diese mussten sich jedoch durch Bevollmächtigte vertreten lassen. Ein viel diskutierter Konflikt bestand darin, dass traditionellerweise Güter in Galizien verpachtet wurden. Der Pächter war jedoch nicht wahlberechtigt. Die Wahl erfolgte direkt, dass Wahlrecht konnte jedoch an Bevollmächtigte übertragen werden. Das passive Wahlrecht war Männern vorbehalten. Jeder Abgeordnete vertrat zwischen 47 (1876) und 52 (1908) Wähler.
2. Die Kurie der Handels- und Gewerbekammern bestand aus drei Abgeordneten. Jeweils ein Abgeordneter wurde in indirekter Wahl durch die Kammerräte der Kammer in Lemberg, in Krakau und in Brody gewählt. Damit vertrat jeder dieser Abgeordneten Anfang des 20. Jahrhunderts 8.700 Urwähler.
3. Die Kurie der Städte wurde von 23 (ab 1863: 26; ab 1900: 31) Abgeordneten gebildet. Diese wurden in direkter Wahl durch die Wahlberechtigten Bürger der Städte, die in der Wahlordnung aufgeführt waren, gewählt. Die Wahlberechtigung unterlag einem variablen Zensus: Die Bürger der Stadt wurden nach Steuerleistung sortiert. Diejenigen 2/3 mit der höchsten Steuerleistung waren wahlberechtigt (bei Gleichstand ging das Wahlrecht an den jeweils Älteren). Damit lag der Zensus – je nach Wohlstand der Stadt – unterschiedlich hoch. Daneben waren Bürger aufgrund ihrer Ämter oder ihres Bildungsstandes wahlberechtigt. Dies betraf Geistliche, Offiziere, Doktoren und Lehrer an der höheren Schulen und Leiter von Volksschulen. Die Zahl der Bewohner dieser Städte stieg von 22.005 (1876) auf 64.084 (1908) ohne dass die Zahl der Mandate in gleicher Weise angepasst wurde. Ein Abgeordneter vertrat zwischen 1000 und 2000 Wählern.
4. Die Kurie der „übrigen Gemeinden“ wurde in 74 Einpersonenwahlkreisen (entsprechend den 74 Bezirkshauptmannschaften des Kronlandes) in indirekter Wahl bestimmt. Das Wahlrecht in der ersten Stufe wurde analog dem der Städte (also 2/3 der höchsten Steuer bzw. Amt/Bildung) bestimmt. Zu diesen „Urwählern“ kamen noch die Tabulargutsherren hinzu, die unter 100 Gulden (aber mindestens 25 Gulden) Steuern zahlten. Diese „Urwähler“ wählten Wahlmänner (auf 500 Urwähler entfiel ein Wahlmann). Die Wahlmänner wählten den Abgeordneten. Diese Wahl erfolgte öffentlich (was auch dem Umstand geschuldet war, dass die Analphabetenrate hoch war). In dieser Kurie entfielen 6.879 (1876) bzw. 8.792 Wähler (1908) auf einen Abgeordneten.

Das Wahlrecht führte zu einer Dominanz der Gutsbesitzer. Die Besitzer der Tabulargüter (also primär der früheren Grundherren) machten 0,4 % der Bevölkerung aus, stellten aber 28,2 % der Mandate (1876). Die „übrigen Gemeinden“ machten 95 % (1876) bzw. 90,8 % (1908) der Bevölkerung aus, stellten aber nur 52,3 % bzw. 46 % der Abgeordneten.
Diese Verteilung hatte auch Einfluss auf die Verteilung der Nationalitäten im Landtag. Die ukrainische Bevölkerung, die 40 % der Gesamtbevölkerung ausmachte, lebte primär in den Landgemeinden und konnte höchstens 15 % der Landtagsmandate erreichen. Die vereinzelten und oft die einzigen Abgeordneten deutscher Nationalität kamen überwiegend aus der westgalizischen Stadt Biala, u. a. Antoni Seidler, Franz Strzygowski, Rudolf Bukowski, Johann Rosner, Franz Stanislaus Strzygowski, Karol Hempel.
Dominierende Partei im Landtag war bis 1907 der Polenclub (Koło polskie).

## Galizischer Ausgleich
1907 wurde das Kuriensystem im Reichsrat abgeschafft. Auch in Galizien wurde über eine Änderung des Wahlrechtes verhandelt. Mit Landesgesetz vom 14. Februar 1914 wurde der galizische Ausgleich im Wahlrecht geschaffen. Aufgrund des Krieges erfolgte jedoch keine Wahl nach dem neuen Wahlrecht. Neben 12 Virilstimmen waren nun sechs Wählerklassen vorgesehen, die ein wesentlich gleichmäßigeres Stimmgewicht ergaben.

## Aufgaben
Der Landtag hatte gesetzgeberische Kompetenzen bei vom Reich übertragenen Aufgaben (z. B. Kommunale Selbstverwaltung, Kirchenangelegenheiten, Schulwesen), soziale Fürsorge und „Landeskultur“. Der letztgenannte Begriff betraf eigentlich die Landwirtschaftspolitik, wurde aber in Galizien weitgehend interpretiert, was zu einer Konkretisierung des betreffenden § 18 der Landesverfassung im Jahr 1909 führte, die in einem § 18a „Landeskultur“ als Landwirtschaftswesen definierte.

## Organisation

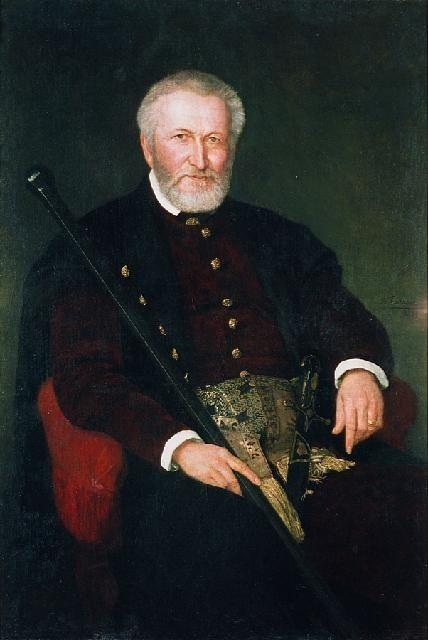
Leon Fürst Sapieha

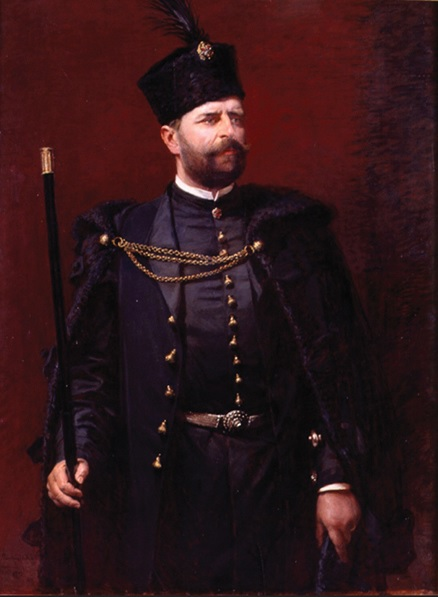
Graf Andrzej Potocki

Der Landtag wurde jeweils auf sechs Jahre gewählt. Die jährlichen Landtagssessionen wurden durch den Kaiser einberufen. Tagungsort war im Regelfall Lemberg. Der Kaiser ernannte auch den Landmarschall (den Parlamentspräsidenten), der polnischer Nationalität war (sein Stellvertreter war Ruthene).
Die Verhandlungssprache war Polnisch und Ruthenisch (selten auch Deutsch). Die konkrete Verwendung der Sprachen in der Debatte und den Protokollen war Gegenstand von Konflikten.

### Liste der Landmarschalle
- 1861–1875 Leon Fürst Sapieha
- 1875 Alfred Józef Potocki
- 1876 Włodzimierz Dzieduszycki
- 1877–80 Ludwik Graf Wodzicki
- 1881–86 Mikołaj Zyblikiewicz
- 1886–90 Jan Graf Tarnowski
- 1890–95 Eustachy Fürst Sangusko-Lubartowicz
- 1895–1901 Stanisław Graf Badeni
- 1901–02 Andrzej Graf Potocki
- 1903–12 Stanisław Graf Badeni
- 1913–14 Adam Graf Gołuchowski
- 1914–18 Stanisław Ritter von Niezabitowski[4]

## Landesausschuss
Die Landesregierung (der Landesausschuss) bestand aus 7 Mitgliedern. Neben dem vom Kaiser ernannten Landmarschall (als Vorsitzendem) gehörten ihm 6 Mitglieder an, die vom Landtag gewählt wurden. Je einer wurde in der Kurie Gutsbesitzer, Städte und sonstige Gemeinden gewählt. Die weiteren drei Mitglieder wurden aus dem Plenum gewählt.
Ab 1914 war eine Aufstockung um zwei weitere Landesausschussmitglieder vorgesehen. Diese Plätze sollten an ruthenische Bewerber gehen.